# The New York Times
The New York Times (NYT) ist eine einflussreiche überregionale US-amerikanische Tageszeitung, die im Verlag der New York Times Company erscheint. Herausgeber ist seit 2018 Arthur Gregg „A. G.“ Sulzberger; Chefredakteur ist seit Juni 2022 Joseph F. Kahn. Die NYT hat die höchste Abonnentenzahl aller US-Zeitungen.

## Bedeutung, Kennzahlen und Management
Ende 2016 lag die Druckauflage der New York Times wochentags bei 571.500, am Wochenende bei 1.085.700 Exemplaren. 2019 war die wochentägliche Auflage auf 483.701 Exemplare gesunken. Im Jahr 2021 verfügte das Unternehmen mit 1.700 redaktionellen Mitarbeitern über die größte Zeitungsredaktion der USA. 2024 beschäftigte die Zeitung etwa 7 Prozent aller Zeitungsjournalisten der USA. Mit 126 Millionen unterschiedlichen Besuchern (Juni 2016) hat die NYT die größte Online-Reichweite unter den Nachrichtenseiten und lag 2020 auf Platz 25 der Alexa-Rangliste aller Webseiten.
Sie ist als Leitmedium die mit den meisten Pulitzer-Preisen (132) ausgezeichnete Zeitung und hat mit 9,6 Millionen Abonnenten (Februar 2023) auch die meisten Abonnenten.
Herausgeber der Zeitung ist seit 1. Januar 2018 Arthur Gregg „A. G.“ Sulzberger; Chefredakteur ist seit Juni 2022 Joseph F. Kahn. Kaufmännische Leiterin ist seit September 2020 Meredith Kopit Levien als CEO und President der Verlagsgesellschaft.

## Unternehmensentwicklung

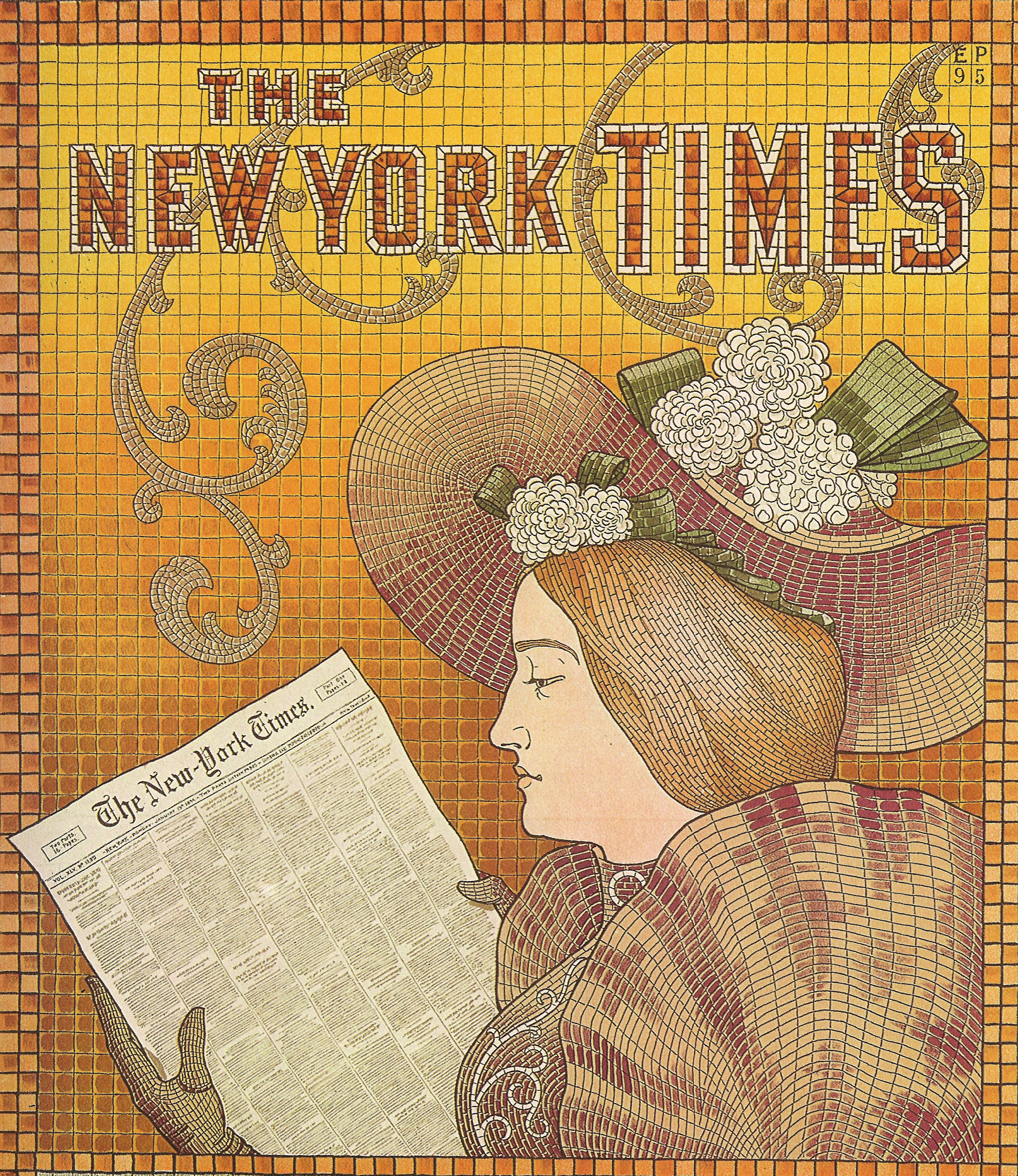
Ausschnitt aus einer Reklame der New York Times aus dem Jahr 1895

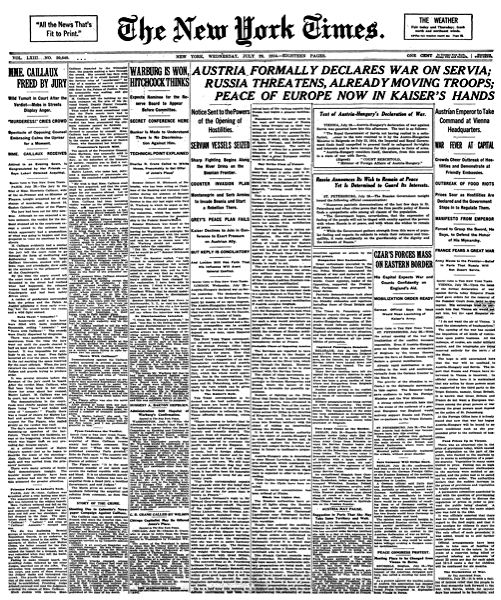
NYT-Ausgabe vom 29. Juli 1914

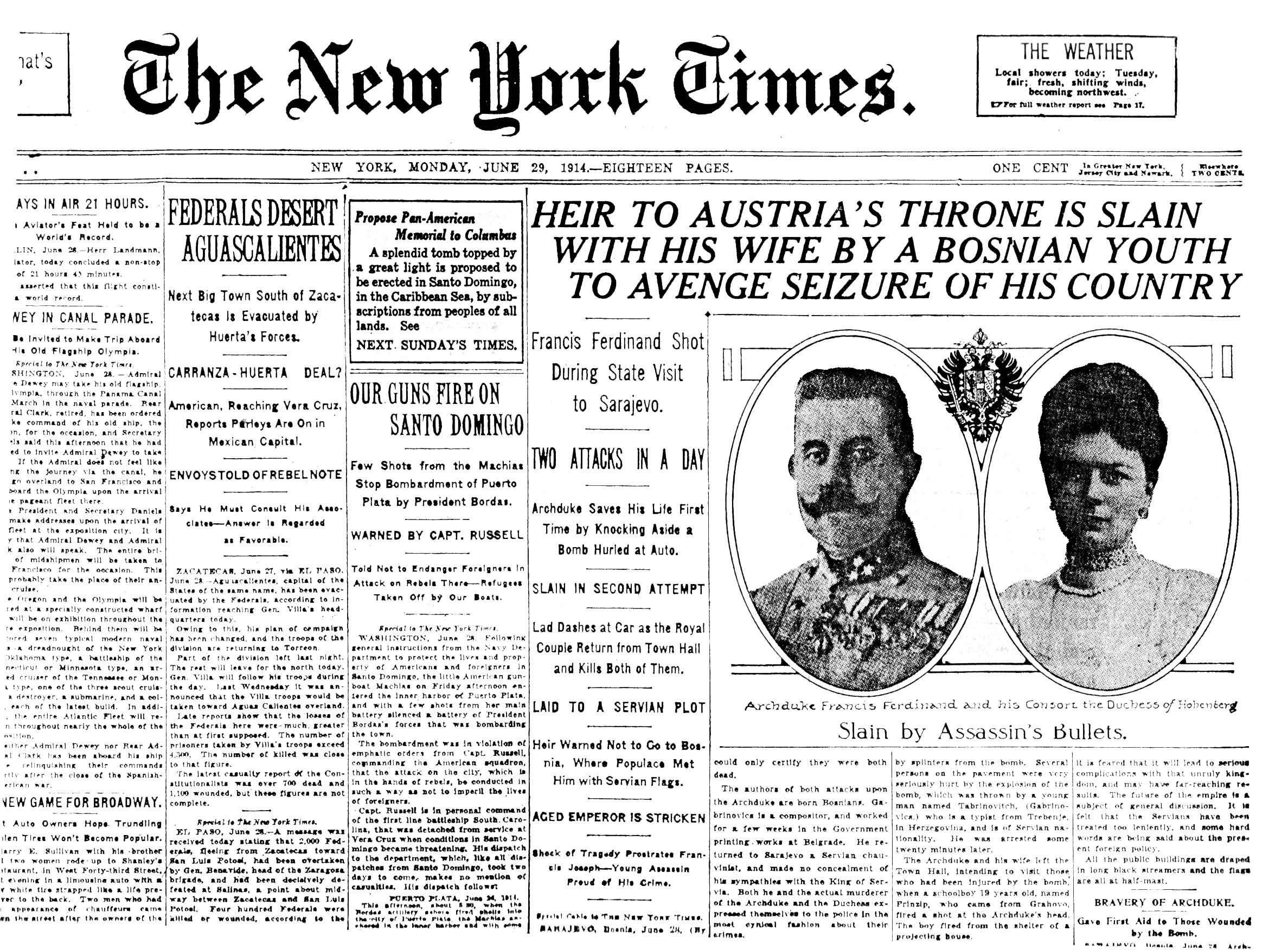
NYT-Ausgabe vom 29. Juni 1914

### Anfänge
Die New York Times wurde als The New-York Daily Times 1851 von Henry J. Raymond und George Jones gegründet; die erste Ausgabe erschien am 18. September 1851. Davor war Raymond jahrelang enger Mitarbeiter von Horace Greeley, der die New York Tribune herausgab. Die Absicht der Gründer war es, eine weitere seriöse Alternative zu den damals in New York vorherrschenden reißerischen Zeitungen anzubieten. Bekannt wurde die New York Times zwischen 1860 und 1870 durch ihren damaligen Redaktionschef John Swinton. Adolph Ochs (1858–1935) übernahm die Zeitung 1896. Unter ihm erreichte die Zeitung internationale Reichweite und Beachtung. Die heutige Eigentümerin der New York Times, die New York Times Company, wird bis heute (2016) von einigen Nachfahren Ochs’ dominiert.
Ochs änderte den Titel der Zeitung in New York Times und schuf ihren Slogan All the news that’s fit to print (etwa: „Alle Nachrichten, die es wert sind, gedruckt zu werden“). Damit einher geht das Selbstverständnis der NYT als Newspaper of record – als Zeitung mit gründlicher und umfassender Berichterstattung. Allgemein gilt die NYT als zuverlässige Quelle für Nachrichten. Ihre redaktionelle Ausrichtung bei der Interpretation von Ereignissen gilt als liberal; die New York Times beschäftigt jedoch Kommentatoren aller in den USA wichtigen politischen Richtungen.
Seit September 1896 erscheint als sonntägliche Zeitungsbeilage das The New York Times Magazine. Im Oktober 1896 begann die New York Times darüber hinaus mit der Herausgabe einer wöchentlichen Beilage, die Buchbesprechungen veröffentlichte und heute den Titel The New York Times Book Review trägt.

### Modernisierung ab 1969
Während der Herausgeberschaft unter A. M. Rosenthal von 1969 bis 1988 modernisierte sich die New York Times grundlegend in redaktioneller Hinsicht. Rosenthal erweiterte sie durch neue Tagesrubriken, die sections, nämlich Sports Monday, Science Times am Dienstag, die Living Section am Mittwoch, die Home Section am Donnerstag und Weekend am Freitag. Weiterhin erfreute sich das Lesepublikum am Wochenende an vielen Sonntagsbeilagen zu den Themen Wirtschaft, Reisen, Unterhaltungsspiele, Freizeitaktivitäten, Erziehung, Mode, Gesundheit und anderen. In dieser Zeit florierte das Anzeigengeschäft; der Gesamtumsatz der NYT versiebenfachte sich nominell in den siebzehn Jahren von 1969 (238 Mio. US-Dollar) bis 1986 (1,6 Milliarden US-Dollar). Rosenthal achtete in der Regel auf eine Trennung von Kommentar und Berichterstattung, wodurch die NYT „straight“ werden sollte. Die themenbezogene Diversifizierung wurde zum Vorbild US-amerikanischer und ausländischer Tageszeitungen. Im Jahr 1997 fand ein Redesign statt, bei dem die vielfach als Gray Lady bezeichnete New York Times lange nach den meisten anderen Zeitungen erstmals Farbfotos auf der Titelseite bekam.
Im Juni 1971 wurden in der New York Times ein erster Teil der Pentagon-Papiere veröffentlicht, die Daniel Ellsberg der Zeitung zugespielt hatte. Die Bundesregierung erwirkte vor einem Bezirksgericht eine einstweilige Anordnung, die eine weitere Veröffentlichung untersagte. Der Prozess ging vor das Oberste Bundesgericht der USA, das eine Grundsatzentscheidung über die Pressefreiheit im Kontext des 1. Zusatzartikel zur Verfassung der Vereinigten Staaten fällte. Das Gericht entschied, dass die Pressefreiheit es der Regierung verbietet, nach dem Espionage Act ein vorheriges Veröffentlichungsverbot zu erlassen, es sei denn, dass die Regierung nachweist, dass die Veröffentlichung „schweren und irreparablen“ (grave and irreparable) Schaden für die Interessen der Öffentlichkeit bedeuten würde.
Die Veröffentlichung sorgte für weltweites Aufsehen und trug zur verstärkten Ablehnung des Vietnamkriegs in der amerikanischen Öffentlichkeit bei.

### Entwicklungen nach 2000
Mit der Washington Post zusammen gab die NYT die weltweit erscheinende International Herald Tribune heraus. Am 30. Dezember 2002 übernahm die NYT den Aktienanteil der Washington Post und gibt die Tribune seitdem allein heraus.
Das Image der NYT als vertrauenswürdige Nachrichtenquelle wurde im März 2003 beschädigt, als bekannt wurde, dass ihr Reporter Jayson Blair zahlreiche Artikel nicht vor Ort recherchiert und zum Teil auch einfach erfunden hatte. Chefredakteur Howell Raines und der leitende Redakteur Gerald Boyd traten zurück. Die NYT kündigte an, ihre Veröffentlichungspraxis zu überprüfen. Nachfolger Raines als Chefredakteur wurde der langjährige NYT-Redakteur und Manager Bill Keller.

### Machtkampf mit Morgan Stanley (2006–2008)

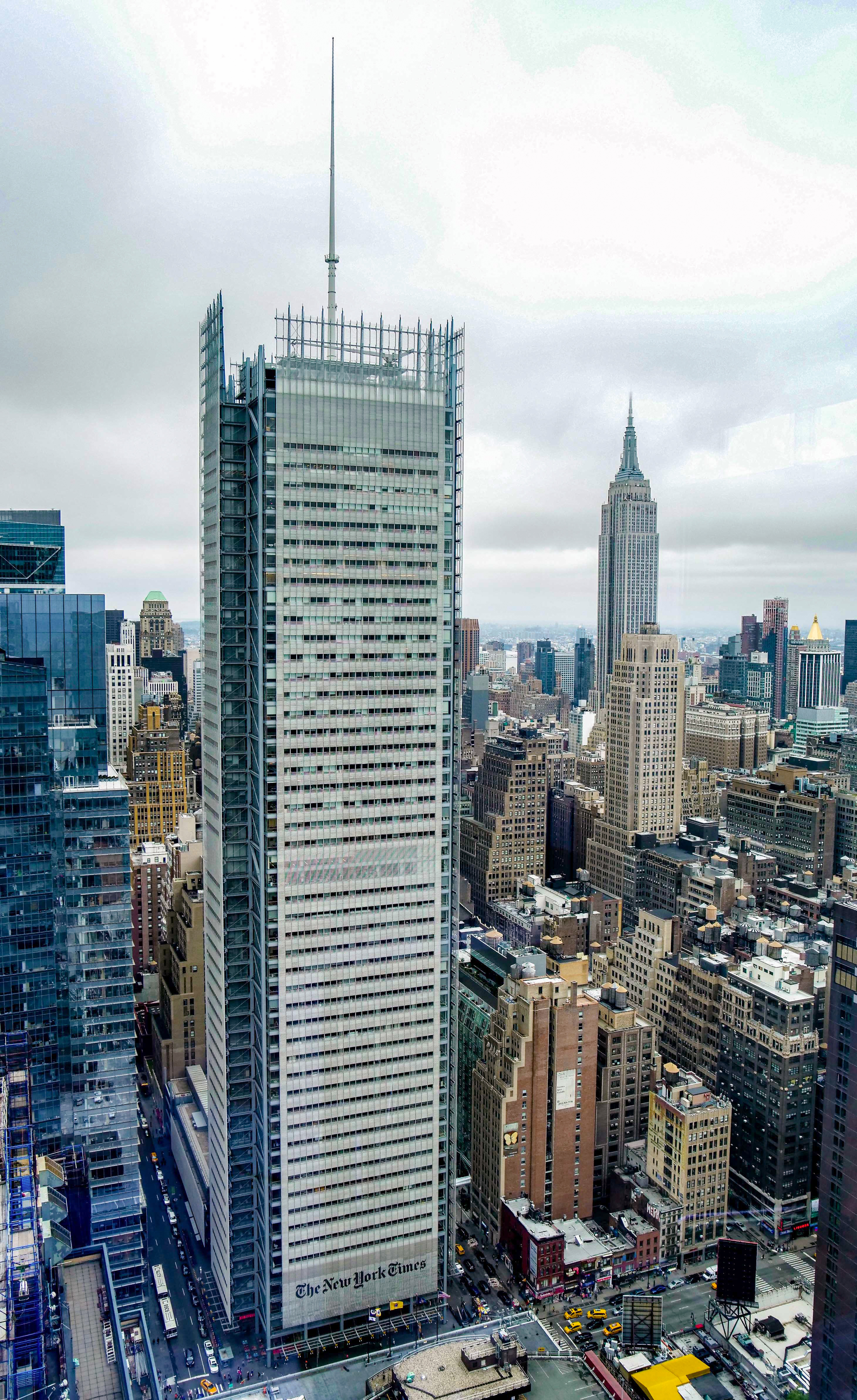
New York Times Tower, Hauptsitz der New York Times

Im April 2006 kündigte Hassan Elmasry, der Portfolio-Manager der Investmentbank Morgan Stanley an, den Einfluss der Unternehmerfamilie Sulzberger zu brechen. Dazu verbündete er sich mit dem Medieninvestor Bruce Sherman, dessen „Fonds Private Capital Management“ mit 15 Prozent den damals größten Aktien-Anteil an der Times Company hielt. 7,15 Prozent Anteile von Morgan Stanley kamen hinzu. Dieser Kampfansage vorausgegangen war eine wütende Kritik des Weißen Hauses und der US-Republikaner am vorsichtigen Abrücken der NYT-Unterstützung für den immer umstritteneren Irak-Krieg. Elmasry kritisierte, dass es bei der NYT zwei Klassen von Aktien gebe, nämlich Class-B-Aktien mit vollem Stimmrecht für die acht Treuhänder der Familie und weniger stimmberechtigte Class-A-Aktien für institutionelle Anleger. Nach Ansicht von Fondsmanager Elmasry wäre bei der NYT ein Wechsel im Aufsichtsrat notwendig, da es die NYT an ökonomischer Vernunft fehlen lasse. Dieser Behauptung standen drastische Einsparungsmaßnahmen im Druckbereich und eine inhaltlich größere Ausgabe gegenüber. Weiterhin wandten bzw. wenden die Verlegerfamilien des Wall Street Journal und der Washington Post dasselbe Verfahren an, um die Kontrolle über ihre Gründungen aufrechtzuerhalten und es ist die gesamte Zeitungsbranche, die seit Jahren mit sinkender Auflage und fallenden Werbeeinnahmen kämpft. Im Februar 2007 zog die Familie Sulzberger ihr Geld bei Morgan Stanley ab.
Der Druck der Hauptaktionäre verfehlte seine Wirkung nicht: die New York Times Company erhöhte die Dividende, verkaufte unprofitable TV-Lokalsender und kürzte die Managementgehälter. So verkaufte die NYT Co. im Mai 2007 ihre Fernsehstationen für 575 Millionen US-Dollar, um ihre Verbindlichkeiten abzahlen zu können. Weiterhin sollten 250 Stellen bis April 2008 wegfallen und das Papierformat der NYT verkleinert werden; dies wiederum hatte eine Kürzung von fünf Prozent aller Nachrichten zur Folge.
Am 17. Oktober 2007 wurde bekannt, dass Morgan Stanley sein gesamtes Aktienpaket an der New York Times Company an bis dahin unbekannte Investoren veräußert hatte. Damit wurde der Machtkampf um die Gesellschaft zugunsten der Familie Sulzberger beendet. Ein Investmentberater von Mediatech Capital Partners LLC bestätigte, dass Elmasry auch im Namen weiterer einflussreicher Interessenten handelte.
Im dritten Quartal 2007 konnte das Unternehmen, zum ersten Mal seit langer Zeit, einen leichten Gewinnanstieg melden. Das Anzeigengeschäft wuchs um elf Prozent und die Auflage der NYT um vier Prozent, das Online-Ressort verzeichnete 26 Prozent mehr Umsatz.
Nach dem Verkauf der Morgan-Stanley-Anteile wiederholte sich das Bedrohungsszenario für die Verlegerfamilie Ochs Sulzberger. Der Hedgefonds-Manager Scott Galloway, Mehrheitseigner des Fonds „Firebrand Partners“, kaufte gemeinsam mit Philip Falcones Fonds „Harbinger Capital“ NYT-Co-Aktien auf. Mitte Februar 2008 erhöhten sie ihren Anteil auf 14,3 Millionen Aktien oder 9,96 Prozent und verdoppelten ihren Anteil Ende März 2008 auf 19,8 Prozent. Zunächst bestanden die beiden Anteilseigner nicht mehr auf einer formalen Entmachtung der Verlegerfamilie Ochs Sulzberger, allerdings sollten diese in inhaltlichen Fragen durch vier eigene Direktoren überstimmt werden können. Am 18. März 2008 einigten sich beide Parteien auf eine Zuwahl von Scott Galloway (* 1965) und James Kohlberg, dem Sohn des Mitbegründers der Beteiligungsgesellschaft Kohlberg Kravis Roberts, Jerome Kohlberg, Jr., als zusätzliche Board-Mitglieder. Grundsätzlich ist eine Aktienmehrheit familienfremder Anteilseigner unmöglich und Herausgeber Arthur Ochs Sulzberger Jr. stellte klar, den Qualitätsjournalismus nicht kurzfristigen Rendite-Interessen opfern zu wollen.

### Auswirkungen der Wirtschaftskrise 2009
Die Bankenkrise ab 2007 und die Rezession 2009 trafen durch geringere Anzeigeneinnahmen auch die New York Times. Am 19. Januar 2009 teilte die New York Times Company mit, dass sich der mexikanische Milliardär Carlos Slim mit weiteren 250 Millionen Dollar an der New York Times beteiligt hätte. Slim erhielt dafür jährlich Zinsen in Höhe von etwas mehr als 14 Prozent. Bereits im September 2008 hatte er einen Aktienanteil von 6,9 Prozent am Zeitungsverlag gekauft. Die NYT stellte 15,9 Millionen Anteilsscheine aus, die 2015 fällig werden und dann auch in Verlagsaktien umgewandelt werden können sollten, was etwa weiteren elf Prozent entsprechen würde. Im Gegenzug erwarte Slim keine Berichterstattung über seine umstrittenen Geschäftspraktiken, wie in den Medien vermutet wurde. Eine redaktionelle Einflussnahme Slims war nach Angaben von Janet L. Robinson, der Vorstandsvorsitzenden der NYT Co., nicht damit verbunden. Tatsächlich berichtete die NYT weiterhin in kritischer Weise über Carlos Slim.
Der Konzern hatte Liquiditätsschwierigkeiten wegen sinkender Werbeeinnahmen und wegen des Auslaufens einer Kreditlinie über 400 Millionen Dollar im Mai 2009 und noch einmal im Jahr 2011 sowie Schulden in Höhe von 1,1 Milliarden Dollar. Zum Abbau der Schulden wurden unter anderem noch weitere Verkäufe diskutiert wie der Anteil am Baseball-Team Boston Red Sox oder ein Verkauf des 2007 neu bezogenen New York Times Buildings, was etwa 225 Millionen Dollar erbringen könnte. 2009 strich die Verlagsgesellschaft die Jahresausschüttung der Dividende in Höhe von 34,5 Millionen Dollar (30,2 Millionen Euro), was bis dahin die Haupteinnahmequelle der Verlegerfamilie Ochs Sulzberger war. Auch der Firmenjet wurde verkauft.
In einem Memorandum vom 26. März 2009 kündigte die New York Times Co. (Arthur Ochs Sulzberger Jr. und Janet L. Robinson) ihren Mitarbeitern eine fünfprozentige Gehaltskürzung ab April 2009 an. Außerdem mussten sie in diesem Jahr zehn Tage unbezahlten Urlaub nehmen. Am selben Tag kündigte die Chefredaktion die Entlassung von 100 Redakteuren des Wirtschaftsressorts an.
Am 4. April 2009 veröffentlichte der Boston Globe auf der Titelseite die Aufforderung seines Verlagshauses NYT Co., bis zum Monatsende 20 Millionen US-Dollar einzusparen. Sollte dies nicht gelingen, würde man bis Ende 2009 85 Millionen Dollar Verluste machen und der Zeitung drohe das Ende. Der Boston Globe gilt als eine der angesehensten Tageszeitungen in den USA.
Die Redaktion wurde 2008 um 80 Mitarbeiter (von 1330 auf 1250) reduziert und 2009 um 100 Mitarbeiter. Sie war danach immer noch die größte Tageszeitungs-Redaktion in den USA; die nächstkleineren Konkurrenten hatten damals etwa 750 Redaktionsmitarbeiter.
Im Sommer 2011 trat Chefredakteur Bill Keller zurück und wurde durch die leitende Redakteurin Jill Abramson ersetzt, die als erste Frau die Redaktion der NYT leitete. Die Amtszeit Kellers war neben den Sparmaßnahmen vorwiegend durch die Suche nach einer Online-Strategie geprägt. Anfang Dezember 2011 entließ Sulzberger Janet Robinson, die seit 2003 als CEO die NYT Company geführt hatte. In ihrer Amtszeit hatte das Unternehmen rund 80 Prozent seines Börsenwerts verloren. Gegen Ende ihrer Tätigkeit hatte Robinson gegen den erklärten Willen des Leiters der Online-Ausgabe wieder eine Paywall vor der Website hochgezogen. Die Entlassung Robinsons war mit einer Abfindung von gut 24 Millionen Dollar (21 Millionen Euro) verbunden, was der Hälfte des Jahresgewinns 2011 entsprach. Davon waren rund 20 Millionen vertraglich zugesagt. Die verbleibenden rund 4,5 Millionen, die als Beratervertrag für die Zeit nach ihrem Ausscheiden ausgestaltet wurden, lösten eine heftige Debatte bei den Aktionären und bei der Gewerkschaft der Journalisten aus.
Ende Dezember 2011 gab die New York Times den Verkauf von 16 kleinen Regionalzeitungen im Süden der USA bekannt. Die Zeitungen mit 430.000 Exemplaren täglich hatten im Jahr 2010 elf Prozent des Gesamtumsatzes von 2,4 Milliarden US-Dollar ausgemacht. Sie wurden für 143 Millionen Dollar (125 Mio. Euro) an die US-amerikanische Halifax Media Holdings verkauft. Dies helfe der New York Times, „die Wandlung in ein digital und multimedial ausgerichtetes Unternehmen fortzusetzen“, so Arthur Ochs Sulzberger Jr.
Das Unternehmen wurde in der Folge von Sulzberger als Vorsitzendem des Aufsichtsrats der NYT Company und zugleich Herausgeber der New York Times geführt, neben ihm stand sein Cousin Michael Golden, der die einzige verbliebene weitere Zeitung des Konzerns, den Boston Globe, führte. Die Struktur der Unternehmensführung wurde seit dem Abbau der Beteiligungen und Lokalzeitungen nicht vereinfacht, sodass sie für die verbliebenen Unternehmen als überdimensioniert galt. 2012 kehrte die Zeitung in die Gewinnzone zurück.
Im August 2013 verkaufte die Times den Boston Globe zusammen mit den zugehörigen Lokalblättern, der Website und dem Marketing-Unternehmen Globe Direct an den Bostoner Unternehmer John W. Henry. Der Verkaufspreis betrug 70 Millionen Dollar, ein Bruchteil der 1,1 Milliarden Dollar, die die Times 1993 für den Globe bezahlt hatte. Da die New York Times Company in dem Vertrag die Pensionszahlungen des Boston Globe behielt, die auf etwa 110 Millionen Dollar geschätzt werden, zahlte die NYT letztlich noch 40 Millionen Dollar, um den Globe abzugeben.
Im Mai 2014 wurde Chefredakteurin Jill Abramson entlassen. Ihr war es in den drei Jahren ihrer Leitung der Redaktion gelungen, die Zeitung ohne größere Umbrüche zu führen und auch das Online-Geschäft zu stabilisieren. Als Grund für die Entlassung nach der vergleichsweise kurzen Amtszeit von drei Jahren nannte Verleger Arthur Sulzberger Jr. ihr persönliches Auftreten und ihren Umgang mit der Redaktion. Die Entlassung löste eine Debatte darüber aus, ob das Verhalten von Frauen anders beurteilt würde als das von Männern. Unter ihrer Leitung erhielt die NYT acht Pulitzer-Preise, steigerte die Einnahmen entgegen dem Branchentrend und erhöhte den Börsenwert weit über dem Durchschnitt des S&P 500 Index. Als Nachfolger der ersten weiblichen Chefredakteurin wurde mit dem bis dahin leitenden Redakteur Dean Baquet der erste schwarze Chefredakteur bestellt.
Anfang 2015 machte Carlos Slim von seinem Optionsrecht aus dem Kredit von 2009 Gebrauch und erwarb rund elf Prozent der New York Times für 101,1 Millionen Dollar, was etwa dem halben Marktwert entsprach. Slim hielt damit 16,8 Prozent des Unternehmens und war der größte externe Anteilseigner. Mit den Einnahmen aus dem Geschäft wollte das Unternehmen eigene Aktien zurückkaufen.

### Verstärkte Konzentration auf digitale Inhalte und Recherche
Im Februar 2015 richtete Chefredakteur Dean Baquet die Redaktionsprozesse primär auf die digitale Ausgabe aus. Statt der täglichen Redaktionssitzung, die seit Jahrzehnten Page One Meeting hieß, weil auf ihr die Themen für die Seite eins des Folgetages festgelegt wurden, entscheidet seitdem die zentrale Redaktionskonferenz zweimal am Tag, welche Themen digital bevorzugt bekannt gemacht werden. Jeweils drei bis vier selbst erstellte Produktionen, keine Nachrichten, werden über soziale Medien und die bevorzugte Platzierung in der App NYT Now und auf der Website herausgehoben. Die nachmittägliche Konferenz legt auch die Gestaltung der Seite eins des Folgetages fest; dies steht aber nicht mehr im Vordergrund.
Michael Golden beendete Ende 2016 seine langjährige Tätigkeit als Vice Chairman der NYT. Arthur Gregg Sulzberger (* 1980), Sohn von Arthur Ochs Sulzberger Jr., wurde im Oktober 2016 zum „deputy publisher“ ernannt.
Der 2016 gewählte US-Präsident Donald Trump kritisierte wiederholt die NYT und prophezeite ihr im Wahlkampf den Bankrott innerhalb von drei Jahren. „Unsere Auflage steigt. Jedes Mal, wenn er tobt, geht unsere Auflage hoch. Gut fürs Geschäft. Eigentlich hilft er uns unfreiwillig“, sagte der Kolumnist Jim Rutenberg 2017 zu den Angriffen von Trump. Als eine Reaktion baute die Zeitung für fünf Millionen Dollar in Washington einen Investigativpool auf. Eine gleichartige Entwicklung ließ sich bei der Konkurrenzzeitung The Washington Post beobachten.
Organisatorisch reagierte die Times auf die Medienkrise mit einer radikalen Konzentration auf das Kerngeschäft Journalismus. Holding und Verlag stießen seit etwa 2010 praktisch alle externen Beteiligungen ab und erwarben andererseits kleine Projekte hinzu, die spezielle journalistische Angebote konnten. Entgegen dem Branchentrend stieg so die Zahl der Journalisten der Times bis Ende 2019 auf 1700. Dies ist mit gewaltigem Abstand das größte Team aller Medien weltweit und bei einer geschätzten Zahl der Voll- und Teilzeitjournalisten in den USA von 20.000 bis 38.000 ein massiver Anteil der gesamten Branche. Zudem kann es sich die Times erlauben, angemessene Gehälter zu zahlen. Reporter erhalten Anfang 2020 ein Einstiegsgehalt von 104.600 US-Dollar. Diese Konzentration und die damit erreichte Steigerung der Abonnenten und Leser hat auch an der Börse genützt. Ende 2019 lag der Wert des Verlags beim Dreifachen des Tiefstkurses von 2014. Dadurch standen Mittel bereit, um 2020 mit Serial einen Konkurrenten zu kaufen, der sich auf Podcasts spezialisiert hatte, um das Angebot von Audio-Formaten auszuweiten. Aufgrund der starken Stellung der Times sprachen andere Medien Anfang 2020 bereits von der Gefahr eines journalistischen Monopols in den USA.
2020 brachte mehrere größere Umbrüche. Erstmals überstiegen die Einnahmen aus dem Verkauf von Digitalabonnements und der Druckauflage die Erlöse aus dem Anzeigengeschäft, wobei seit Herbst 2020 das Digitalgeschäft die Printerlöse hinter sich lässt. Mit dem Aufstieg von Meredith Levien von der Werbe- und Abochefin zur Geschäftsführerin im September 2020 wurde ein neuer Maßstab für Erfolg eingeführt: Veröffentlichungen werden nicht mehr danach bewertet, wie oft sie gelesen werden, sondern wie viele Abonnements abgeschlossen oder verlängert werden, um den jeweiligen Beitrag freizuschalten. In der Folge wurden fast 80 % der bisherigen Werbe- und Abonnementbearbeiter entlassen und die Stellen dem Technologiesegment des Verlags zugeschlagen.
Ende Dezember 2023 verklagte die New York Times als erste große US-amerikanische Zeitung das Software-Unternehmen OpenAI und Microsoft wegen Urheberrechtsverletzungen. Demnach hätten beide Unternehmen das Wissen aus Millionen von Artikeln des Blattes benutzt, um den KI-basierten Chatbot ChatGPT mit Inhalten zu füttern und damit ein Geschäft aufzubauen. Die Times gab in einem veröffentlichten Artikel auf ihrer Website an, bereits im April 2023 auf die Beschuldigten zugegangen zu sein und entsprechende Bedenken geäußert zu haben. Die Klage beinhalte laut der Zeitung keine genauen finanziellen Forderungen, die Beschuldigten sollen aber für einen Milliardenschaden zur Verantwortung gezogen werden. Außerdem wurden OpenAI und Microsoft dazu aufgefordert, sämtliche Chatbot-Modelle und Trainingsdaten zu zerstören, die urheberrechtlich geschütztes Material der New York Times verwenden.

## Ausrichtung und Kontroversen
Die erste große Untersuchung der Objektivität der Medienberichterstattung, die Studie A Test of the News von 1920, widmete sich der New York Times und ihren Russland-Nachrichten von 1917 bis 1920. Die Inhaltsanalyse Walter Lippmanns kam zu dem Schluss, dass die Darstellungen grob einseitig und parteiisch waren. Ursache sei das Verfehlen der journalistischen Standards, indem sich die Times beispielsweise auf „offizielle Lieferanten“ von Informationen verließ. Noch irreführender sei es, sich statt auf eine offizielle Mitteilung auf halboffizielle anonyme Äußerungen zu stützen. Journalisten dürften keine zu engen Verbindungen zur Politik haben (vgl. S. 41). Zudem werde nicht einmal eine Zeitung wie die Times dem Bedarf an geeigneten Korrespondenten gerecht (vgl. S. 42). In kritischen Zeiten breche die Trennung von Leitartikeln und Nachrichten zusammen. Die russlandpolitische Haltung der Herausgeber habe die Nachrichten zutiefst und in krasser Form beeinflusst. Die Textgestaltung der Nachrichten hinsichtlich Akzentsetzung und Schlagzeilen sei eindeutig von anderen als professionellen Standards bestimmt. Diese Tatsache sei so offensichtlich, so auffällig die Einwirkung der Voreingenommenheit der Herausgeber, dass es „einer ernsthaften Reform bedarf, bis der Kodex, der verletzt wurde, wiederhergestellt werden kann“ (vgl. S. 42).
Die New York Times wird in den größten Medien überwiegend als linksliberale Zeitung eingeordnet. Von konservativer Seite wird der NYT vorgeworfen, zu sehr den Demokraten zugeneigt zu sein. Nach Angabe des konservativen Meinungsforschungsunternehmens Rasmussen Reports ergab ihre Umfrage von 2007, dass 40 Prozent der Befragten glauben, dass die Zeitung Liberale bevorzuge; 11 Prozent die Konservativen als bevorzugt ansehen und 20 Prozent hingegen die Times als neutral zwischen den beiden Seiten einordnen. Laut einer Analyse des Ökonomen Riccardo Puglisi zu zahlreichen während der Wahlkämpfe zwischen 1946 und 1997 erschienenen Artikeln werden in der New York Times stärker Themen behandelt, bei denen die Demokratische Partei als kompetenter wahrgenommen wird (Bürgerrechte, Gesundheitssystem, Arbeit, soziale Absicherung), wenn der Präsident ein Republikaner ist. Unter der durch Meinungsumfragen gestützten Annahme, dass die politischen Präferenzen der Leser in keinem Zusammenhang mit dem gegenwärtigen Präsidenten stehen, sei diese Parteinahme nicht nachfragegesteuert.
Von liberaler bis linksliberaler Seite wird unter anderem die außenpolitische Positionierung kritisch gesehen. Die liberale Pressevereinigung Fairness & Accuracy in Reporting warf der Times beispielsweise 1988 vor, die PR-Strategie der Reagan-Regierungen übernommen zu haben. Begründung war, dass die NYT laut dem Vorwurf die Menschenrechtsverletzungen der Diktaturen unter anderem in Guatemala (Guatemaltekischer Bürgerkrieg) und El Salvador, also von Regierungen, die von der US-Regierung unterstützt wurden, verharmlost habe.
Kontrovers wird bis heute auch die Rolle der New York Times während des Zweiten Weltkriegs betrachtet. Der ehemalige Chefredakteur, Max Frankel, kritisierte 2001, dass die Times zu den Zeitungen gehörte, die erst spät den Holocaust umfangreich thematisierten. Damit habe sich laut dem Vorwurf von Frankel die Times der Strategie der britischen und der US-Regierung angeschlossen, die eine Immigrationswelle im Falle der Rettung von Holocaust-Bedrohten befürchteten und ablehnten. Außerdem habe, so Frankels Vermutung, die Redaktion befürchtet, dass aufgrund des noch breit vorhandenen Antisemitismus in dieser Zeit das Thema auf das Missfallen der Leser hätte stoßen können. Weiterhin wurde das Ansehen der New York Times dadurch beschädigt, dass einer ihrer bekanntesten Journalisten, William L. Laurence, vom Kriegsministerium der Vereinigten Staaten Gelder für seine Berichterstattung erhielt.
Nach dem Zweiten Weltkrieg gehörte die New York Times zu den amerikanischen Medien, welche am engsten mit der CIA kooperierten. Der New-York-Times-Herausgeber Arthur Hays Sulzberger erließ eine allgemeine Regel, der CIA zu assistieren, wann immer es möglich ist. So hat die New York Times beispielsweise in mehreren Operationen CIA-Agenten gedeckt.
2004 hat sich die New York Times auf Veranlassung ihres Public Editor (eine Art Ombudsmann der Leser) Daniel Okrent in zwei Artikeln für die Berichterstattung vor dem Angriff auf den Irak 2003 entschuldigt.
Im Verlauf des Jahres 2018 veröffentlichte die Times die mehrteilige Podcast-Serie Caliphate, welche die Sicht des vermeintlichen Terroristen Shehroze Chaudhry auf seine Teilnahme an den Verbrechen des Islamischen Staates (IS) schilderte. Der Podcast generierte viel positive Aufmerksamkeit, erhielt den renommierten Medienpreis Peabody Award und wurde unter anderem für den Pulitzer-Preis nominiert (alle Preise wurden nach Bekanntwerden der Affäre zurückgezogen). Im Dezember 2020 stellte sich jedoch durch Ermittlungen der kanadischen Polizei heraus, dass Chaudhry eine falsche Identität genutzt hatte, nie dem IS angehörte und der Großteil der Inhalte des Podcasts erfunden worden war. Die Zeitung veröffentlichte daraufhin eine Entschuldigung, die verantwortliche Journalistin Rukmini Callimachi blieb jedoch bei der Times.
Im Juni 2020 erschien auf der Meinungsseite der NYT ein Gastbeitrag des republikanischen Senators Tom Cotton mit dem Titel Send in the Troops („Schickt die Truppen rein“), in welchem Cotton den Einsatz des Militärs zur Bekämpfung der Unruhen infolge des Todes von George Floyd forderte. Rund achthundert Beschäftigte der NYT unterzeichneten daraufhin einen Protestbrief gegen die Veröffentlichung des Kommentars. Der Leiter des Meinungsressorts James Bennet rechtfertigte die Veröffentlichung des Kommentars zunächst damit, dass es der Politik der Zeitung entspreche, Meinungspluralismus zu bieten. In Reaktion auf die Proteste gab er schließlich seine Kündigung bekannt. Wenig später kündigte auch die von Bennet eingestellte Redakteurin Bari Weiss. Weiss kritisierte in einem offenen Brief anschließend ideologisch motiviertes Mobbing, ein illiberales Arbeitsklima sowie Selbstzensur.
Der New York Times wurde im Jahr 2021 Cancel Culture vorgeworfen, als Chefredakteur Dean Baquet den Journalisten Donald McNeil Jr. zur Kündigung trieb, weil dieser in einer Diskussion über Rassismus das Wort „Nigger“ als Zitat verwendet hatte (um rassistische Sprache zu kritisieren). Zeitgleich wurde der Zeitung ein zu schnelles Feuern der Journalistin Lauren Wolfe wegen eines Tweets über Joe Biden vorgeworfen. Eine interne Umfrage der Zeitung im Februar 2021 ergab, dass knapp die Hälfte der Mitarbeiter intern nicht mehr ihre Meinung sagen würden und den Eindruck haben, dass unterschiedliche Sichtweisen in der Zeitung nicht mehr erwünscht seien – eine deutliche Verschlechterung im Vergleich zu vergangenen Befragungen.

## Redaktionsgebäude und Ausstattung

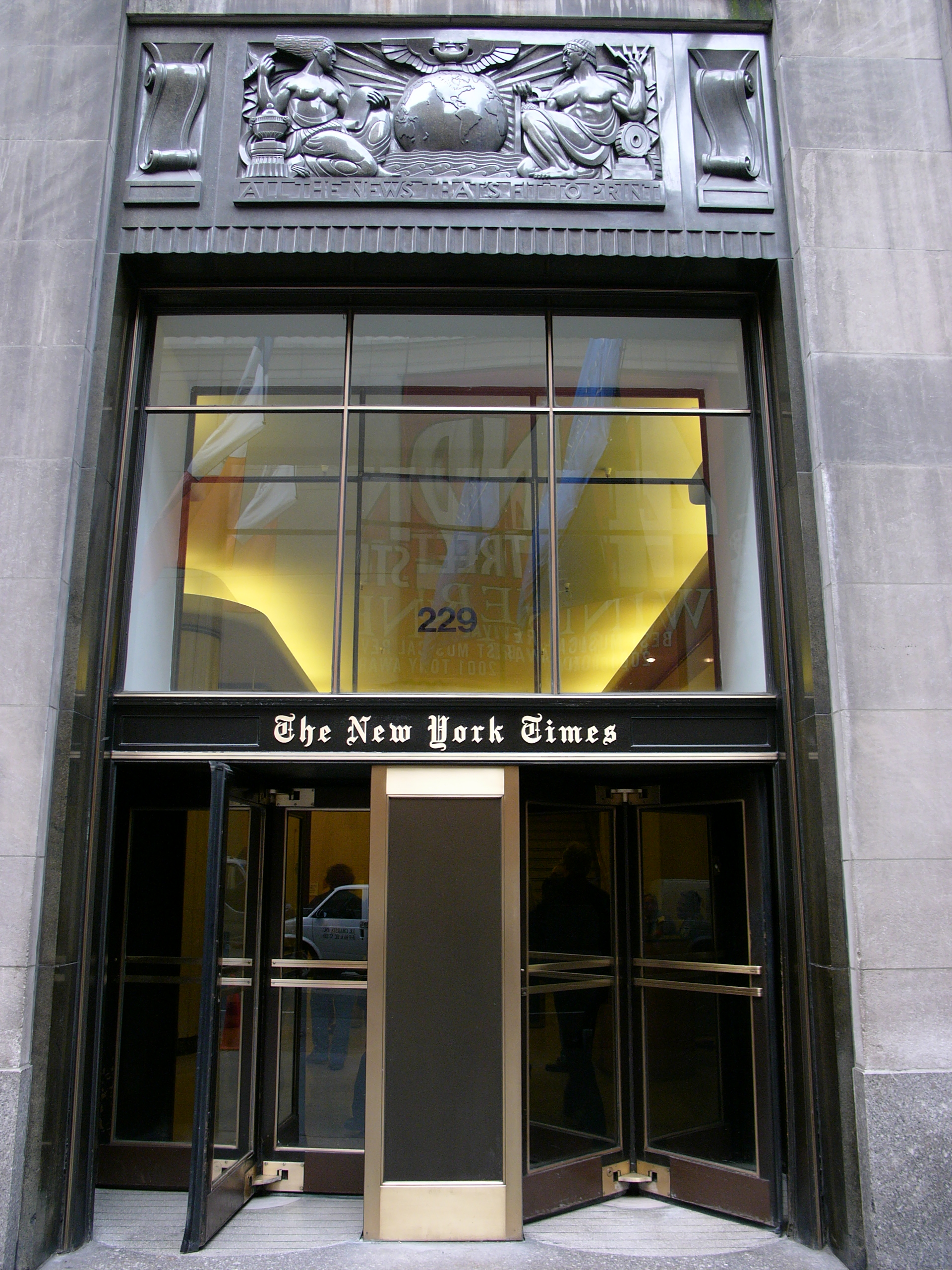
Haupteingang des alten Verlagsgebäudes (bis 2007)

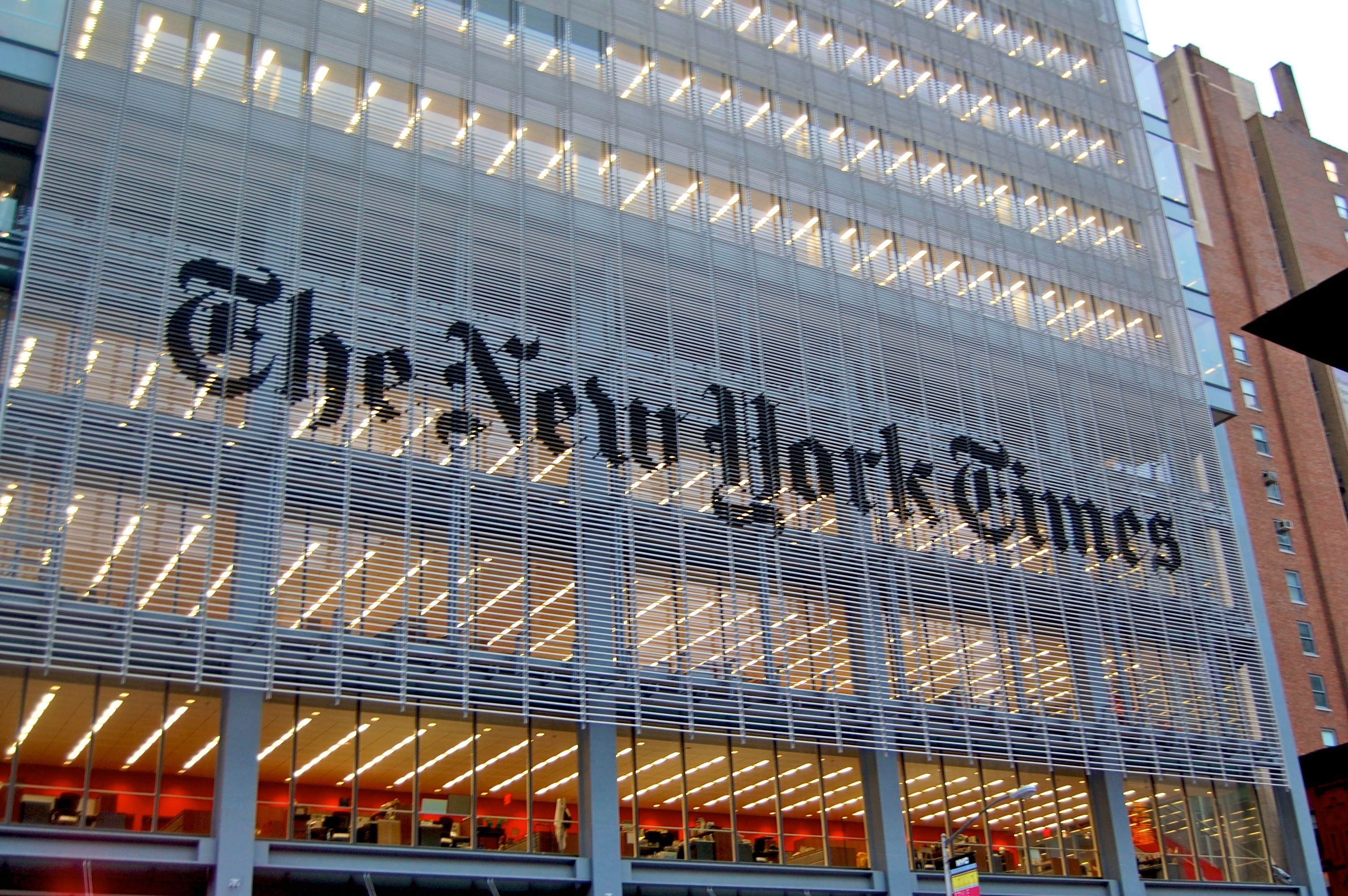
New York Times Building

Am 17. April 2007 begann der Umzug der Redaktion aus dem 1913 eröffneten Verlagsgebäude (229 West 43rd Street) in den New York Times Tower, ebenfalls am Times Square in Manhattan. Das neue Gebäude ist 319 Meter hoch und damit eines der höchsten Gebäude von New York City. Es wurde vom Architekturbüro Renzo Piano konzipiert, von Fox & Fowle Architects erbaut und mit einem Atrium mit Birken und Moosgarten ausgestattet, um in der Mitte eine kontemplative Atmosphäre zu schaffen. Der äußeren Glasfassade ist ein Stahlgerüst mit tausenden horizontal montierten weißen Keramikröhren vorgesetzt, die die Sonneneinstrahlung reduzieren und eine schleierartige ästhetische Wirkung schaffen. Das Licht wird zudem über mechanisierte Fensterblenden und interne dimmbare Fluoreszenzleuchten gesteuert, um mit einem möglichst geringen Energieaufwand optimale Lichtverhältnisse herzustellen. Die Redaktion belegt nur die unteren 27 Etagen der insgesamt 52 Stockwerke, der Rest wird vermietet. Die Kosten des Gebäudes und des Umzugs bezifferte man mit 850 Millionen Dollar.
Jeder Arbeitsplatz der Redakteure verfügt über Gigabit-Ethernet, ein IP-Telefon und ein integriertes Voice-E-Mail-Chat-System. Die Redaktionszentrale befindet sich in einem separaten Gebäude nebenan, erstreckt sich über drei Stockwerke und ist als High-Tech-Newsroom „für alle Plattformen“ konzipiert. Darum herum gruppieren sich weitere Online-Projekte wie der City Room, eine technisch anspruchsvolle Website für die New Yorker Kommunalpolitik, Nahverkehr, Justiz und Schulen, die Blogs, Fotos und Videos als Medien anbietet. Für den US-Präsidentschaftswahlkampf 2008 nahm man die Vorteile eines internen Politik-Wikis in Anspruch, was den Redakteuren als zentrales Informationsarchiv dienen sollte. Für diese Wahlen gaben die Herausgeber im Januar 2008 die Wahlempfehlung (endorsement), Hillary Clinton bei den Demokraten und John McCain bei den Republikanern zu wählen. Vernichtend kritisiert wurde dagegen der frühere New Yorker Bürgermeister Rudy Giuliani unter anderem wegen seiner Versuche, aus der Tragödie des 11. September 2001 Kapital zu schlagen.

## Online-Ausgabe
Seit dem 2. April 2006 präsentiert sich die Website der New York Times in einem behutsam angepassten Design. Video und Multimedia seien nun „fundamentale Bestandteile“ des Webauftritts. Im September 2005 wurden Teile der Site, die damals mit Ausnahme der Titelseite eine einmalige Anmeldung erforderte, unter dem Label Times Select vorübergehend kostenpflichtig, darunter auch die Beiträge führender Op-Ed-Autoren wie Thomas L. Friedman, Paul Krugman oder Maureen Dowd.
Im März 2005 zählte die Website der Times 555 Millionen Seitenabrufe. Anfang 2007 verzeichnete der Online-Auftritt der NYT 1,5 Millionen Besucher täglich (was durchschnittlich 10 bis 14 Seitenaufrufen je Besucher entspricht), das Blatt selbst hatte aber nur 1,1 Millionen Abonnenten. Verantwortliche stellten den Fortbestand der Druckausgabe in Frage.
Am 17. September 2007 wurde angekündigt, alle Inhalte mit Ausnahme des Archivs aus der Zeit zwischen 1923 und 1986 wieder kostenfrei online zur Verfügung zu stellen. Man hoffe, dass dadurch die Werbeeinnahmen mehr als bei zahlenden Kunden ansteigen. Die Aussicht auf noch mehr Suchmaschinen-Treffer gab den Ausschlag für eine weitgehende Reduzierung der bezahlpflichtigen Inhalte. Times Select, der bezahlpflichtige Teil der Webpräsenz, wurde eingestellt.
Im Mai 2008 äußerten der NYT-CTO Marc Frons und Aron Pilhofer, Leiter der neuen Interactive Newsroom Technologies-Gruppe, dass sich das Internetangebot der Zeitung neuen Zugangsweisen öffnen werde. Seit Oktober 2008 stellt die Zeitung den Online-Nutzern neue Programmierschnittstellen (API) zur Verfügung. Mit den APIs kann man zielgruppenspezifische Suchanfragen an das Artikelarchiv richten, das nun bis 1981 kostenfrei ist. Die API-Suchmasken können in die Internetseiten von anderen Nutzern eingebunden werden, wie dies schon etwa mit Google Suche und Google Maps möglich ist; diese Kombination wird auch mit dem neuen Anglizismus ´Mashup bezeichnet. Bisher wurden veröffentlicht: Best Sellers, ein API für Buchhändler oder Autoren, Congress, ein API über das Abstimmungsverhalten der Abgeordneten des amerikanischen Kongresses seit 1989, Filmkritiken (Movies Review), Wahlkampagnen und TimesPeople, ein API für Leser, die sich mit ihrer E-Mail-Adresse registrieren und freien Zugang zu Eilmeldungen, Rezensionen, Kleinanzeigen und Anderem erhalten. Die Neuerungen werden unter der Sonderseite Open bekannt gemacht und erklärt. Für die Nutzer von Mobiltelefonen, Netbooks und anderen mobilen Geräten wird ein radikal vereinfachtes Seitendesign angeboten: mit dem „Skimmer“ (Querleser, Überflieger) kann man zwischen 15 Ressort-Seiten, der Homepage und der Empfehlungsliste mit einer einfachen Tastenkombination (shortcut) hin- und herwechseln und die Einleitungen verteilen sich auf maximal 19 kleinen Quadraten je Seite. Mit dieser leichteren Zugänglichkeit zur Zeitung sollen eine neuartige Leserbindung aufgebaut und neue Leserkreise gewonnen werden.
2011 wurde bekannt gegeben, die Online-Ausgabe der Zeitung werde ab Ende März nur noch eingeschränkt frei lesbar. Nichtabonnenten hätten ab diesem Zeitpunkt nur noch Zugriff auf 20 Artikel je Monat. Danach würden sie dazu aufgefordert, ein Abonnement abzuschließen. Über Smartphones blieben die Top News-Meldungen weiterhin frei abrufbar. Auch für Artikel, die über soziale Netzwerke oder über Suchmaschinen zu finden seien, werde es keine Beschränkungen geben. Die Zahl der freien Zugriffe wurde im April 2012 auf zehn pro Monat reduziert.
2013/14 erstellte ein Team unter der Führung von Arthur Gregg Sulzberger, dem Sohn und designierten Nachfolger des Herausgebers, einen 90-seitigen Bericht über den Zustand der Online-Ausgabe. Der Bericht leakte im Mai 2014 und wurde zum Gegenstand ausführlicher Berichterstattung. Das Nieman Journalism Lab der Harvard University nannte den Text schonungslos offen und lobte die NYT; sie habe die Situation des Online-Mediums gründlich durchdacht. Zu den Schlüsselergebnissen zählte die Bedeutung sozialer Medien als Zugang der Leser zu Artikeln der Times und der Anteil mobiler Abrufe. Weitere Aspekte sind die Zusammenarbeit zwischen Redaktion und Marketing, insbesondere für Marketing besonderer Artikel in sozialen Medien, die Nutzung der Archivbestände der NYT seit 1851, aber auch die Ausrichtung von Personalentscheidungen an den Bedürfnissen der Online-Redaktion. Das Nieman Lab kam zu dem Schluss:

“So much of the digital work of The New York Times is so damned good, despite all the roadblocks detailed here. Take those barriers away and think what they could do.”

„So viel der digitalen Arbeit in der New York Times ist so gut, trotz all der Hindernisse, die hier beschrieben werden. Denk dir diese Barrieren weg und stell dir vor, was sie erreichen könnten.“

Die Umsetzung der Empfehlungen zeigt sich in der Entwicklung und Förderungen der Mobile App NYT Now und der zunehmenden Ausrichtung der Redaktionsprozesse an der digitalen Publikation. Als Gray Lady im Darknet ist man seit 2017 als eines von wenigen Traditionsunternehmen auch im Tor-Netzwerk erreichbar.
2016 hatte die Zahl der Abonnenten gerade die Millionengrenze durchschritten, als man das Ziel ausrief, zehn Millionen regelmäßig zahlende Leser gewinnen zu wollen. Begünstigt durch das Interesse an den Wahlen 2016 und 2020 sowie die darauffolgende Langeweile im Alltag der COVID-Pandemie konnte man 2021 bereits acht Millionen Abonnements vorweisen. Anfang 2023 waren es 9,6 Millionen.

## Internationale Kooperationen
Anfang des 21. Jahrhunderts begann die New York Times mit anderen internationalen Zeitungen zu kooperieren und eigene Inhalte als deren Beilage zu verbreiten. Zwischen 2004 und 2017 wurde in der Süddeutschen Zeitung (SZ) zunächst jeden Montag, später jeden Freitag die Beilage The New York Times International Weekly beigelegt. Das englischsprachige Supplement wurde in einer exklusiven Kooperation der SZ mit der New York Times für den deutschsprachigen Raum zusammengestellt. Die verbreitete Auflage lag beim Start bei fast 430.000 Exemplaren.
Die New York Times International Weekly erscheint auch in der La Repubblica, dem spanischen El País, dem französischen Le Monde, dem österreichischen Der Standard und im britischen Daily Telegraph. Die Beilage ist Teil eines europäischen Anzeigennetzwerkes. Neben den genannten Partnerzeitungen und der New York Times gehört zu ihm auch die NYT-Tochter International Herald Tribune.

## Deutschland
In Deutschland ist im stationären Zeitschriftenhandel die International Edition der NYT erhältlich. Gedruckt werden die Exemplare von VRM in Rüsselsheim am Main. Die internationalen Ausgaben haben einen Umfang von 16 Seiten und erscheinen an sechs Tagen in der Woche. Die Ressorts lauten: Page Two, World, Business, Opinion, Science, Sports, Culture und Living.
Die NYT war 2020 in Deutschland die meistzitierte ausländische Zeitung und nach dem Magazin Der Spiegel das Medium, welches am zweithäufigsten von anderen deutschen Publikationen zitiert wurde.

## Parodie
Am 23. Oktober 1978 und am 12. November 2008 erschienen Parodien der NYT.
Die New York Times selbst enthüllte im Jahr 2020, wie sie 1978 während eines Streiks einmal stilgerecht parodiert wurde – hieran beteiligt waren auch Mitarbeiter des eigenen Hauses. Dabei wurden der Name und das Motto der Zeitung um das Wort „Not“ erweitert, sie hieß Not The New York Times, und das Motto lautete: All the News Not Fit to Print (Alle Nachrichten, die nicht zum Druck geeignet sind).
2008 betrug die Auflage der Parodie 1,2 Millionen Exemplare und umfasste 14 Seiten. Das NYT-Motto wurde in All the news we hope to print umgeändert und als Ausgabedatum der kommende Nationalfeiertag, 4. Juli 2009, angegeben. Positive, doch fiktive Meldungen wie etwa über das Ende des Irakkrieges wurden flankiert mit Großanzeigen von Öl-Konzernen, die dieses Kriegsende als vernünftig begrüßten. Weiterhin wurde die Schließung des umstrittenen US-Gefangenenlagers Guantánamo Bay auf Kuba bekannt gegeben und eine Anklage des scheidenden US-Präsidenten George W. Bush wegen Hochverrats. Als Herausgeber bekannte sich eine Arbeitsgruppe von rund 30 Kriegsgegnern, Menschenrechtsaktivisten und Umweltschützern wie der NGO United for Peace and Justice, der Anti-Advertising Agency und der globalisierungskritischen Aktionskünstler-Gruppe The Yes Men. Zur Begründung dieser Aktion gab man an, die Wahlversprechen des gerade gewählten Präsidenten Barack Obama sichern zu wollen. Die Ausführung beanspruchte etwa ein halbes Jahr Vorbereitung, darunter sollen auch Redakteure der NY Times beteiligt gewesen sein, die Aktion wurde durch Spenden in Höhe von 100.000 US-Dollar finanziert. Die Unternehmenssprecherin kündigte an, auf rechtliche Schritte zu verzichten, erstattete jedoch zehn Tage später Anzeige gegen die Initiatoren.

## Persönlichkeiten

### Herausgeber
- Adolph Ochs (1896–1935)
- Arthur Hays Sulzberger (1935–1961)
- Orvil Dryfoos (1961–1963)
- Arthur Ochs Sulzberger (1963–1992)
- Arthur Ochs Sulzberger Jr. (1992–2017)
- Arthur Gregg Sulzberger (seit 2018)[10]

### Chefredakteure
- Turner Catledge (1964–1968)
- James Reston (1968–1969)
- Stelle vakant (1969–1976)
- Abraham Michael Rosenthal (1977–1986)
- Max Frankel (1986–1994)
- Joseph Lelyveld (1994–2001)
- Howell Raines (2001–2003)
- Bill Keller (2003–2011)
- Jill Abramson (2011–2014)
- Dean Baquet (2014–2022)
- Joseph F. Kahn (seit 2022)[11]

## Dokumentarfilme
- Page One: Inside The New York Times.[113][114] Von Andrew Rossi, 2011.